# Otis Rush
Pour les articles homonymes, voir Rush.
 (septembre 2018).
Si vous disposez d'ouvrages ou d'articles de référence ou si vous connaissez des sites web de qualité traitant du thème abordé ici, merci de compléter l'article en donnant les références utiles à sa vérifiabilité et en les liant à la section « Notes et références ».

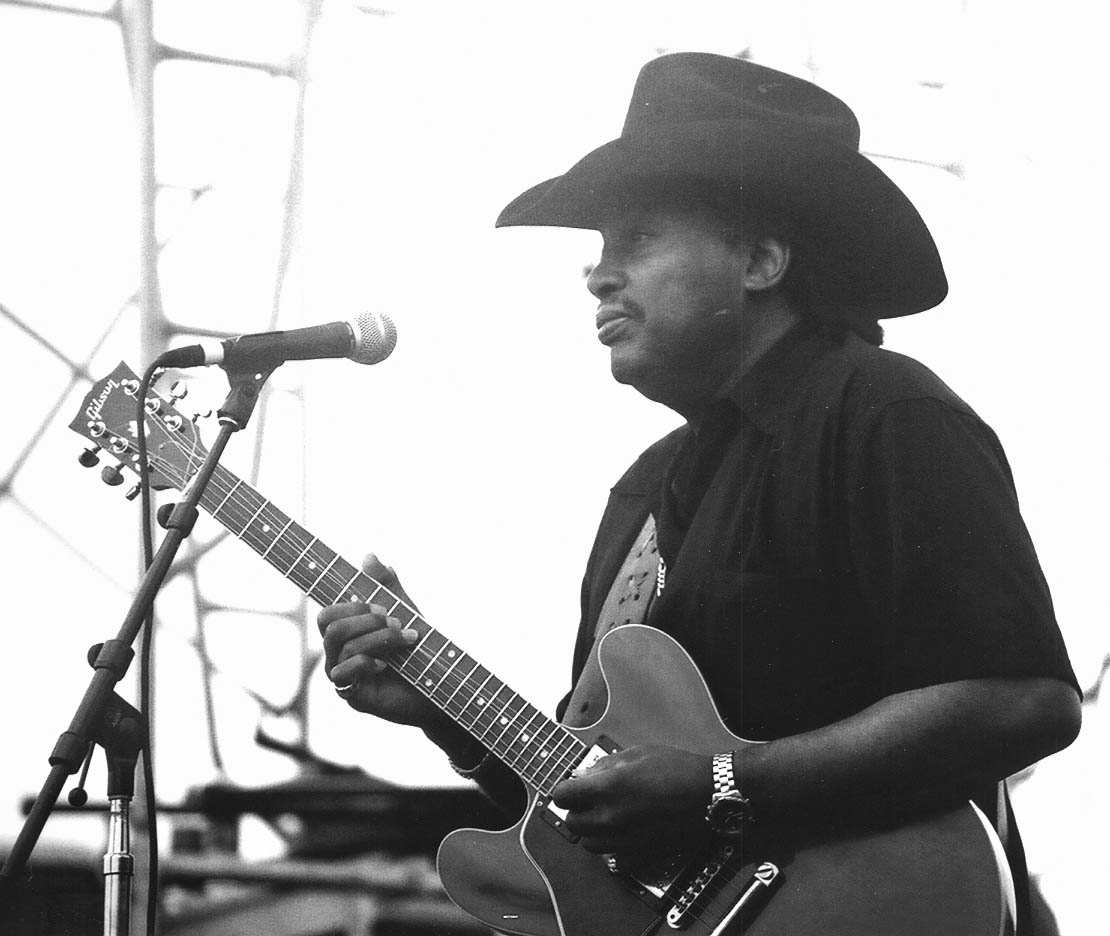
Otis Rush en 2002.

Otis Rush est un guitariste et chanteur américain de blues, né à Philadelphia dans le Mississippi le 29 avril 1935 et mort le 29 septembre 2018 à Chicago.

## Biographie
Otis Rush est né le 29 avril 1935 à Philadelphia aux États-Unis (État du Mississippi), Otis Rush déménage au début des années 1950 à Chicago où il devient un des chefs de file de la scène blues. Il est gaucher mais il joue d’un instrument pour droitier à l'envers sans en changer les cordes (upside down). D’aucuns pensent d’ailleurs que cela contribue au son très distinctif qui est le sien. Parmi d’autres guitaristes qui emploient cette méthode on peut citer : Albert King, Dick Dale, Doyle Bramhall II, Coco Montoya, Rusty Burns et Lefty Dizz. Rapidement il commence à se faire un nom en jouant dans les clubs du South Side et du West Side. Avec son chant déclamatoire et théâtral, porté par sa voix de baryton très soul et ses solos très expressifs, Otis Rush crée un style personnel. Cette combinaison, plus agressive que ce qui se faisait à ce moment-là à Chicago, va inspirer des guitaristes comme Luther Allison ou Freddy King.
Tout cela va lui permettre d’enregistrer (sur une période courant de 1956 à 1958) pour le label Cobra dirigé par Eli Toscano et Willie Dixon. Il y obtient son seul succès en 1956, I Can't Quit You Baby, qui signale l'émergence du West Side Sound. En quelques années, Rush réalise pour Cobra des enregistrements avec par exemple All your love, My love will never die, Groaning the blues, Double Trouble. Mais les ventes ne suivent pas. Après l'assassinat de Toscano, Otis Rush suit Dixon chez les disques Chess, enregistrant encore quelques très beaux titres pour ce légendaire label (Albert King & Otis Rush : Door to door). Il signe ensuite avec Duke Recording, pour lequel il réalisera en 1962 Homework. Il figure d'ailleurs en bonne place sur l'anthologie Chicago/The Blues/Today! Vol. 2 (Vanguard), concoctée par Samuel Charters.
À partir de 1966 et malgré une participation fort remarquée à l'American Folk Blues Festival, Otis Rush traverse une période sombre : les engagements se font plus rares, son contrat avec le label Capitol tourne à l’échec, et son album Mourning in the morning, bien qu’enregistré dans les fameux studios Muscle Shoals dans l’Alabama et produit par Michael Bloomfield et Nick Gravenites de Electric Flag, n’obtient pas le succès escompté. Cependant, il continue de perfectionner son jeu de guitare, étudiant Kenny Burrell et Jimmy Smith ou absorbant le style d'Albert King. Malgré tout, Rush reste très apprécié par la critique comme par les musiciens tels Duane Allman, Eric Clapton ou Mick Taylor, et croit fermement en un come back qui hélas tarde à arriver.
Après 1974, les choses semblent commencer à évoluer de nouveau favorablement. Otis Rush effectue plusieurs tournées couronnées de succès en Europe et au Japon, et enregistre plusieurs albums pour Delmark Records (avec en particulier So many roads, concert particulièrement réussi au Japon en 1975) et Sonet Records en Europe. Son vrai retour sur le devant de la scène a lieu en 1985, avec une tournée à travers les États-Unis qui sera immortalisée par un album live enregistré au San Francisco Blues Festival.
L'année précédente, en 1984, Otis Rush était entré dans le Blues Hall of Fame.
Redevenu largement « bankable » dans les années 1990, ses producteurs aimeraient en faire une vedette à la façon — réussie — des come backs de John Lee Hooker ou Buddy Guy, mais Otis Rush n'est pas du genre à sacrifier sa vision des choses pour quelconque succès commercial ou autre mode que ce soit. Il poursuit donc la route à sa manière et les deux albums enregistrés en 1994 (Ain't Enough Comin' In) et 1998 (Any Place I'm Going, 1998) l'établissent définitivement comme un bluesman et un guitariste hors pair dans le panthéon du blues moderne.
Victime en 2003 d’un grave AVC qui le laisse partiellement paralysé, il n'apparaît alors plus en public. Pendant une dizaine d'années, des rumeurs régulières évoquent son hypothétique retour mais restent au stade de rumeurs. En 2016, son apparition au Chicago Blues Festival constitue pour l'essentiel un ultime hommage de la grande famille du blues à ce bluesman de génie qui fut aussi un innovateur technique, et non un quelconque retour à la scène.
Otis Rush meurt le 29 septembre 2018, à l'âge de 83 ans.

## Discographie

### Albums

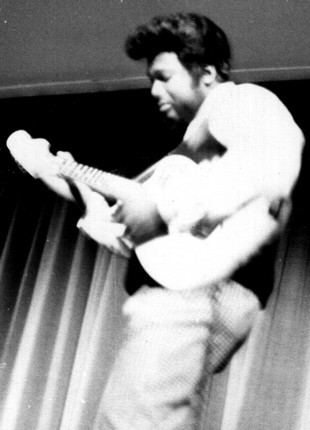
Otis Rush en France en 1974

- Cobra recordings – 1956-1958 (P-Vine)
- Homework (single)– 1962 (Duke)
- This One's a Good One – 1968 (Blue Horizon)[2]
- Door to Door (avec Albert King)/ 1969 (Chess)
- Mourning in the Morning (en) – 1969 (Atlantic)[3]
- Right Place, Wrong time – 1976 (Hightone)
- Cold Day In Hell – 1976 (Delmark)
- So Many Roads « Live in Japan » / 1978 (Delmark)
- Troubles, Troubles – 1978 (Alligator Records) / 1991
- Screaming and Crying « European Session » 1974 (Evidence)
- Live in Europe « Live in France at the 1977 Nancy Jazz Pulsations » (Evidence)
- Live at the Chicago Blues Festival – « 1965 Live Recordind with Little Walter » (Intermedia)
- Tops « Live at the 1985 San Francisco Blues Festival » (Blind Pig)
- Ain't enough comin' in – 1994 (Quicksilver recording)
- Good 'un's - The Classic Cobra recordings 1956-1958 – 2000 (The Demon Music Grp.)
- Otis Rush & friends Live in Montreux 1986 – 2006 (Eagle Records)
- Otis Rush Chicago Blues Festival 2001 – 2009

### Chansons
- Double Trouble
- Me
- Working Man
- Feel so bad
- You're killing my love
- Gambler's blues
- Baby, i love you
- My old lady
- My love will never die
- Reap what you sow
- It takes time
- Can't wait no longer